# Mobile Kolonne
Mobile oder Fliegende Kolonnen waren kleinere Truppenabteilungen, die je nach Bedarf aus allen Waffengattungen gemischt wurden und zum so genannten Kleinen Krieg bestimmt waren, also zum heutigen Guerillakampf.
Mobile Kolonnen waren in ihren Unternehmungen selbständig und nicht an eine bestimmte Rückzugslinie gebunden, so dass sie sich mit großer Freiheit bewegen konnten. 
Insbesondere verstand man unter mobiler Kolonne solche Abteilungen, die ein Gebiet von Aufständischen zu durchstreifen hatten, um u. a. zur Entwaffnung beizutragen, Verpflegung und Strafgelder zu beschaffen und bewaffnete Einheiten zu zerstreuen; Kämpfe mit größeren feindlichen Kräften waren zu vermeiden. 
Größere mobile Kolonnen nannte man Fliegendes Korps.
Mobile oder Fliegende Kolonnen wurden durch die Briten u. a. bei der Niederschlagung des Sepoyaufstandes 1857 und des Mahdi-Aufstands 1897 verwendet.
Einige Einheiten kamen während der Befreiungskriege zu einiger Bekanntheit:
- Schwarze Schar
- Lützowsches Freikorps